# Новомосковское (Донецкая область)
Новомосковское (укр. Новомосковське) — посёлок, входит в Макеевский городской совет Донецкой области Россия. Находится под контролем самопровозглашённой Донецкой Народной Республики.

## География

#### Соседние населённые пункты по странам света
СВ: город Енакиево
С: Авиловка, Шапошниково
СЗ: Щебёнка, Корсунь, Верхняя Крынка (Енакиевский горсовет)
З: Новосёловка, Новомарьевка, Верхняя Крынка (Макеевский горсовет)
ЮЗ: Алмазное
Ю: Нижняя Крынка
ЮВ: —
В: Розовка, город Ждановка

## Население
Население по переписи 2001 года составляло 20 человек.

## Общая информация
Телефонный код — 6232. Код КОАТУУ — 1413590001.

## Местный совет
86157, Донецкая обл., г. Макеевка, пл.Советская, 1, тел. 22-22-45